# Демидове
Деми́дове — село Березівської міської громади у Березівському районі Одеської області в Україні. Населення становить 1029 осіб.

## Історія

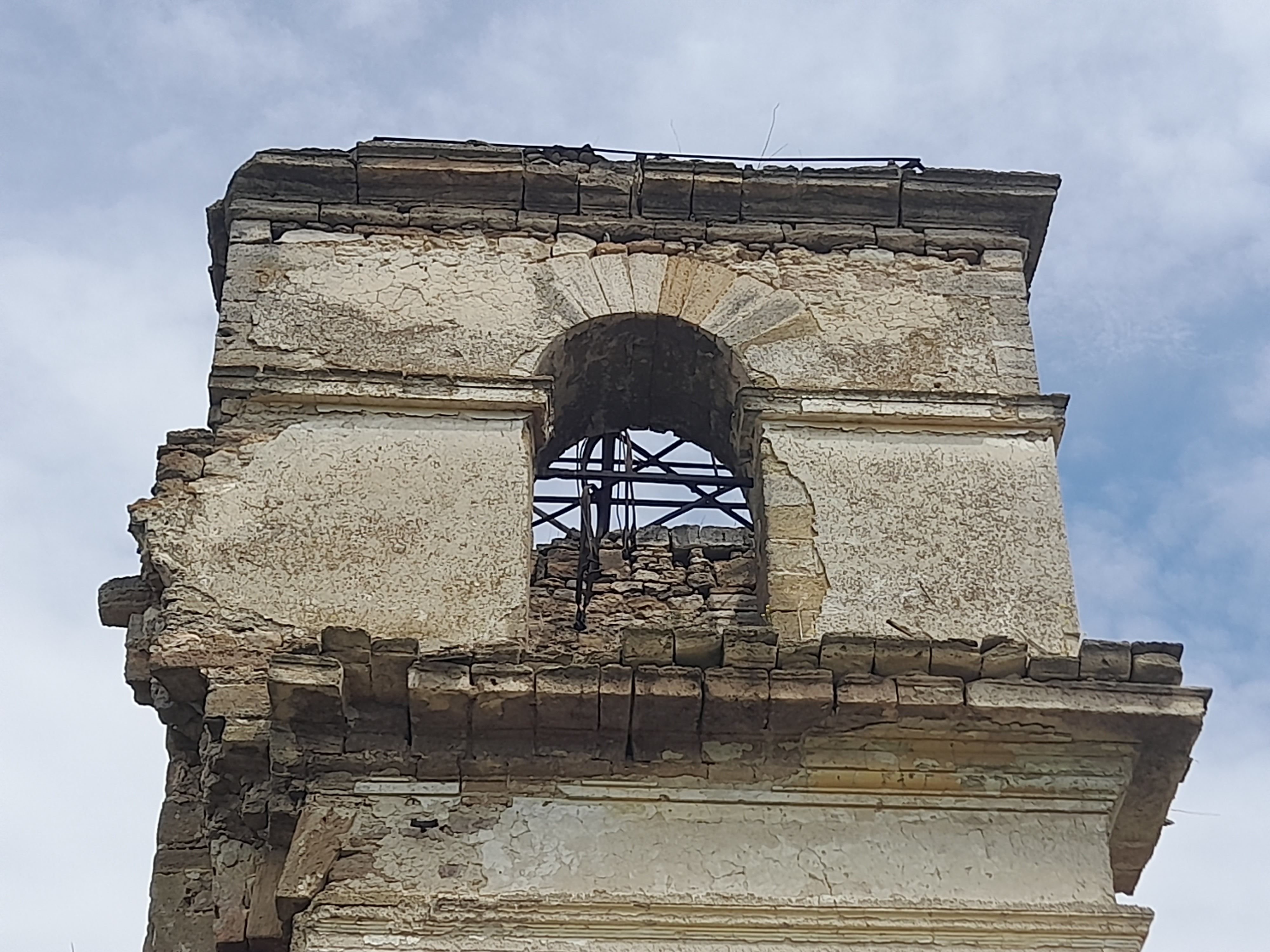
Дзвіниця церкви Спаса Нерукотворного

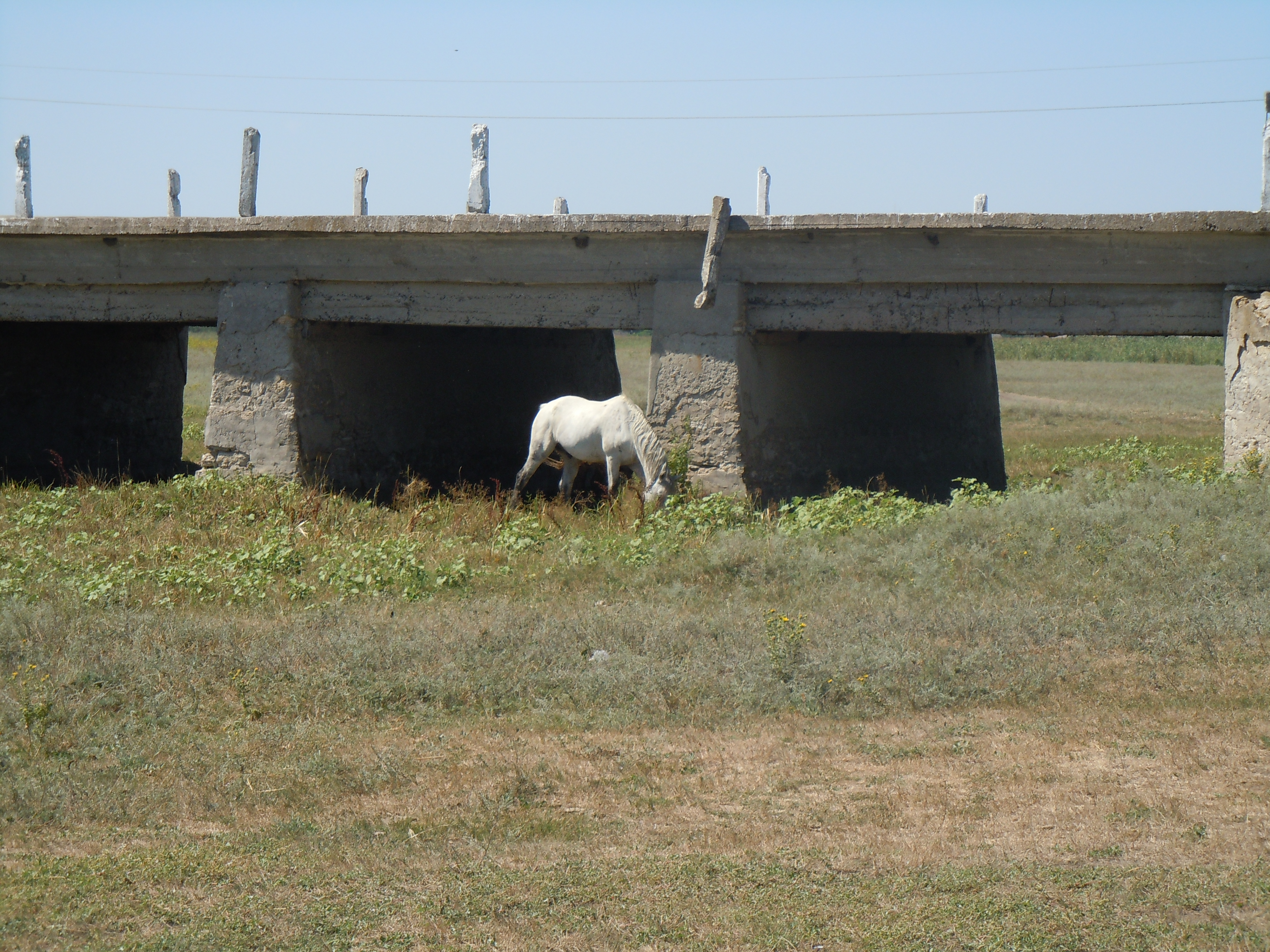
Міст через річку Тилігул на в'їзді до села

Село засноване 1822 року вихідцями з Росії. Місцевим землевласником був князь Павло Демидов, в честь якого село і дістало назву. На той момент братам Демидовим належав конезавод у сусідньому селі Заводівці.
У 1831 році тут було зведено церкву Спаса Нерукотворного, що належала Херсонській єпархії. Станом на 1886 рік в селі, центрі Демидівської волості Тираспольського повіту Херсонської губернії, мешкало 1068 осіб, налічувалось 120 дворових господарств, існували православна церква, школа, земська станція та 3 лавки. За 12 верст — лютеранський молитовний будинок.
Під час Голодомору 1932—1933 років померло щонайменше 4 жителі села.
Колишній орган місцевого самоврядування — Демидівська сільська рада.

## Населення
Згідно з переписом 1989 року населення села становило 1151 особа, з яких 509 чоловіків та 642 жінки.
За переписом населення 2001 року в селі мешкало 1029 осіб.

### Мова
Розподіл населення за рідною мовою за даними перепису 2001 року:
| Мова       | Чисельність | Відсоток |
| ---------- | ----------- | -------- |
| російська  | 524         | 50,92%   |
| українська | 490         | 47,62%   |
| румунська  | 6           | 0,58%    |
| білоруська | 4           | 0,39%    |
| вірменська | 4           | 0,39%    |
| болгарська | 1           | 0,10%    |
| Усього     | 1029        | 100%     |